# 捍衛者體育會
捍卫者体育(Defensor Sporting Club)，也称“捍卫者竞技”，是乌拉圭蒙得维的亚的一个体育俱乐部。俱乐部主要运动项目有足球、篮球等。该队成立于1913年。队名是葡萄牙语中的“捍卫者”(后卫)。

## 介绍
俱乐部是一个在蒙得维的亚市的社交和体育俱乐部，位于 Parque Rodó，历史上与 Punta Carretas 有联系，这是它出现的地方，也是它的第一个场地。
几年来，其影响范围不断扩大，合作伙伴和粉丝遍布整个部门，以及国内外。
它是 1989 年 3 月 15 日，后卫体育俱乐部（足球和篮球，成立于 1913 年 3 月 15 日）和乌拉圭体育俱乐部（篮球和田径，成立于 1910 年 9 月 14 日）合并的结果，被认为是延续在各自的分支中也是如此。
在职业水平上，参加乌拉圭足球锦标赛和乌拉圭篮球联赛在所有类别的训练部门和甲级联赛中都表现出色。
它在 1976 年、1987 年、1991 年和 2007-08 年四次赢得乌拉圭职业足球锦标赛冠军，并拥有 21 个官方冠军头衔，是该国第三大成功俱乐部。这是除传统俱乐部之外的第一家在职业生涯中赢得乌拉圭锦标赛的俱乐部。他们在2007年、2009年和2014年进入南美解放者杯八强，并在2007年和2015年进入南美杯八强。

## 荣誉
- 乌拉圭足球甲级联赛
  - 冠军(4): 1976, 1987, 1991, 2008
- 乌拉圭足球乙级联赛
  - 冠军(2): 1950, 1965